# Asa Hartford
Asa Hartford (* 24. Oktober 1950 in Clydebank) ist ein ehemaliger schottischer Fußballspieler, dessen Stammposition sich im (linken) Mittelfeld befand. Seinen Vornamen erhielt er zu Ehren des am Vortag seiner Geburt verstorbenen Sängers Al Jolson, dessen eigentlicher Name Asa Yoelson war. Sein zweiter Vorname ist Richard.

## Leben

### Vereinszugehörigkeiten
Seinen ersten Profivertrag erhielt Hartford bei West Bromwich Albion, wo er von 1967 bis 1974 unter Vertrag stand.
Anschließend wechselte er zu Manchester City, wo er zunächst von 1974 bis 1979 und später noch einmal von 1981 bis 1984 unter Vertrag stand. Hutchison absolvierte insgesamt 260 Ligaspiele für die Citizens; so viele wie für keinen anderen Verein. 
Bei allen anderen Vereinen, außer den beiden bisher genannten, war Hartford nie länger als für die Dauer von maximal zwei Jahren engagiert. Seine kürzesten Vereinszugehörigkeiten waren Nottingham Forest 1979 mit nur drei und Oldham Athletic 1989 mit sieben Einsätzen. 

### Herzfehler
Überhaupt kein Spiel absolvierte er für Leeds United, von denen er Anfang November 1971 verpflichtet wurde. Doch ein in der medizinischen Untersuchung festgestellter Herzfehler führte zur umgehenden Vertragsauflösung; nur wenige Stunden vor seinem beabsichtigten Debüt im Heimspiel gegen Leicester City am 6. November 1971. Sein bisheriger Arbeitgeber West Brom hatte ihn nach seiner Ablehnung von Leeds zu einem Herzspezialisten geschickt, der zwar einen Herzfehler bestätigte, diesen jedoch nicht als Hindernis für die Fortsetzung seiner sportlichen Laufbahn klassifizierte. Bereits eine Woche nach der Vertragsauflösung von Leeds stand er wieder für West Brom in einem Auswärtsspiel bei Nottingham Forest auf dem Platz.

### Nationalmannschaft
Zwischen 1972 und 1982 bestritt Hartford insgesamt 50 Länderspieleinsätze für die schottische Nationalmannschaft, bei denen er fünf Tore erzielte. Höhepunkt seiner Länderspielkarriere war die Teilnahme an den Fußball-Weltmeisterschaften 1978 und 1982. Bei der WM 1978 absolvierte er alle drei Vorrundenspiele der Bravehearts, die überraschend ihr Eröffnungsspiel gegen Peru (1:3) verloren und im zweiten Spiel gegen den Iran nicht über ein 1:1 hinaus gekommen waren, so dass der 3:2-Sieg im letzten Gruppenspiel gegen die Niederlande die Schotten nicht mehr vor dem vorzeitigen Ausscheiden retten konnte. Bei der WM 1982 kam Hartford am 18. Juni 1982 im zweiten  Vorrundengruppenspiel gegen Brasilien (1:4) zum Einsatz. Als er in der 68. Minute durch Alex McLeish ersetzt wurde, war seine Laufbahn in der Nationalmannschaft beendet.